# Кузма (Воћин)
Кузма је насељено мјесто у општини Воћин, у Славонији, Вировитичко-подравска жупанија, Република Хрватска.

## Географија
Кузма се налази око 10 км западно од Воћина.

## Историја
До територијалне реорганизације у Хрватској насеље се налазило у саставу бивше општине Подравска Слатина.

## Становништво
Кузма према попису из 2011. године није имала становника.
| Националност       | 1991. | 1981. | 1971. | 1961. |
| Срби               | 25    | 54    | 107   | 154   |
| Хрвати             |       |       | 1     | 3     |
| остали и непознато |       | 1     |       | 1     |
| Укупно             | 25    | 55    | 108   | 158   |

| Демографија | Демографија | Демографија |
| Година      | Становника  | Становника  |
| ----------- | ----------- | ----------- |
| 1961.       | 158         |             |
| 1971.       | 108         |             |
| 1981.       | 55          |             |
| 1991.       | 25          |             |
| 2001.       | 0           |             |
| 2011.       | 0           |             |